# Trường Trung học phổ thông Thái Ninh
Trường Trung học phổ thông Thái Ninh là một trường trung học phổ thông công lập tại huyện Thái Thụy, tỉnh Thái Bình. Trường sở đặt tại xã Thái Hưng, huyện Thái Thụy, Tỉnh Thái Bình.

## Lịch sử hình thành
Trường được thành lập ngày 21 tháng 8 năm 1962, theo quyết định số: QĐ/65/TC của Ủy ban Hành chính tỉnh Thái Bình.
Năm 1962 trường mang tên Trường cấp 2-3 Thái Ninh, chỉ có 4 lớp với gần 200 học sinh.
Đến năm 1963 phân hiệu cấp 3 được tách ra, lập thành Trường cấp 3 Thái Ninh.
Từ năm 1962 đến năm 1965 trường có nhiệm vụ tuyển học sinh của ba huyện Thái Ninh, Thụy Anh, Đông Quan.
Từ năm 1966 trường tuyển học sinh của huyện Thái Ninh.
Năm 1972 Trường tách một bộ phận học sinh thuộc 9 xã Tây Bắc huyện Thái Ninh cũ để thành lập Trường cấp 3 Thái Phúc.
Năm 1993 trường được sáp nhập với trường Trung học phổ thông Thái Đô và đổi tên trường thành Trường Trung học phổ thông Thái Ninh.

## Khen thưởng
- Huân chương Lao động hạng Ba (QĐ Số 48KT/CT ngày 17/07/2002).
- Bằng khen của Thủ tướng Chính phủ (QĐ Số 492/QĐ-TTg ngày 4/7/1998)

## Cựu giáo viên, học sinh tiêu biểu
- Bùi Sỹ Tiếu, Tiến sĩ, nguyên Ủy viên Trung ương Đảng, cựu Bí thư Tỉnh ủy Thái Bình, Phó chủ tịch Hội làm vườn Việt Nam.